# Monastère de Drango
Le monastère de Drango ou Drakgo (tibétain : བྲག་འགོ།, Wylie : brag 'go) de l'école gelugpa du bouddhisme tibétain est situé à proximité de la ville de Drango surplombant la ville, et le dzong de Drango dans le comté de Drango, préfecture autonome tibétaine de Garzê dans la province du Sichuan, dans l'ancienne province tibétaine  du Kham.

## Histoire
Le monastère a été construit au XVIIe siècle. Il a un temps hébergé 1 000 moines, faisant de ce monastère le plus grand de la province de Kham. En 1863, avec les royaumes de Dergé et de Tréhor, le royaume de Drango fut soumis par les forces de Nyarong Gonpo Namgyel. Puis, en 1865, après sa défaite, la ville passa sous protectorat de Lhassa. Puis, le district chinois de Luho Xian fut fondé en 1894 par Lu Chuan-lin.
En 1957, des articles furent publiés dans Miroir du Tibet sur les bombardements des monastères du Kham, illustrés par les dessins de Kargyal Thondup, un témoin oculaire du bombardement de Chatreng qui se rendit à Kalimpong pour témoigner. Les dessins sont un exemple d'un nouveau style de témoignage. Une explication brève accompagnait chaque dessin « Le monastère de Drango a hébergé 1 000 moines. Pas un seul ne subsiste à présent. Lobsang Yonten a combattu héroïquement. ».
Le 23 janvier 2012, près du monastère de Drango, la police chinoise a ouvert le feu lors d'une manifestation de Tibétains faisant au moins un mort. Ce dernier est un Tibétain du nom de Yonten, âgé de 49 ans. Des dizaines de blessés ont aussi été relevés a annoncé l'ONG Free Tibet Campaign (FTC). Selon cette organisation, la manifestation avait pour origine l'arrestation de Tibétains accusés d'avoir distribué des tracts portant le slogan « le Tibet a besoin d'être libre ». Ces tracts indiquaient que de nombreux Tibétains étaient prêts à s'immoler par le feu.
Le 24 janvier 2012, selon FTC de nouvelles violences entre manifestants tibétains et police chinoise ont fait au moins deux morts dans la localité de Seda (Serthar en tibétain). Les autorités chinoises ont annoncé  que « des groupes séparatistes étrangers » ont pour objectif la déstabilisation du gouvernement. Selon des sources citées par Radio Free Asia, « une sorte de loi martiale a été imposée ». Un moine du monastère de Drango, contacté directement par l'Agence France-Presse, a considéré que 1 000 à 2 000 policiers ceinturaient le monastère : « Nous soignons à l'intérieur du monastère 32 personnes blessées, dont deux dans un état critique. L'une a une balle dans le crâne. ».
Deux mois après les manifestations de janvier, la police chinoise du Bureau de la sécurité publique de la province du Sichuan arrête Tenzin Pelsang, un moine guéshé responsable du monastère. Il est accusé d'avoir mené les manifestations et détenu au secret pendant dix mois avant de l'envoyer à Chengdu. Après six ans de prison, il est libéré en 2018. Trois autres moines du monastère avaient été jugés à l'époque, un Rinpoché et un enseignant ont aussi été condamnés à six ans de prison tandis que le troisième moine a été condamné à une peine de cinq ans. Selon Tibet Watch, Tenzin Pelsang meurt en novembre 2022 des suites de blessures subies en prison.
En janvier 2022, une statue du bouddha Maitreya et le bâtiment du temple du monastère de Drakgo qui l'abritait  ont été détruits peu après la destruction d'une autre statue d'un bouddha fin 2021 dans le même monastère. Wang Dongsheng, chef du comté, était présent lors de cette destruction et a été témoin des brutalités policières contre les Tibétains locaux s'opposant à la démolition.